# Ján Vilček
Jan T. Vilček (nacido el 17 de junio de 1933) es un científico biomédico, educador, inventor y filántropo. Es profesor en el departamento de microbiología de la Facultad de Medicina de la Universidad de Nueva York, y presidente y director ejecutivo de la Fundación Vilcek. Vilček, nativo de Bratislava, Eslovaquia (entonces parte de Checoslovaquia) se licenció en medicina en la Facultad de Medicina de la Universidad Comenius de Bratislava en 1957; y se doctoró en Virología en el Instituto de Virología de la Academia de Ciencias de Checoslovaquia de Bratislava, Checoslovaquia en 1962. En 1964, Vilček y su esposa Marica desertaron de la Checoslovaquia comunista durante una visita de tres días a Viena. En 1965 emigraron a Estados Unidos y desde entonces viven en Nueva York. Vilček dedicó su carrera científica al estudio de los mediadores solubles que regulan el sistema inmunitario (citocinas), entre ellos el interferón y el factor de necrosis tumoral (TNF).

## Primeros años
Vilček nació en Bratislava, Checoslovaquia, en una familia judía secular de clase media. Su madre, Friderika Fischer, nació en una familia de habla alemana en Budapest, Hungría. Se mudó con su familia a Bratislava, donde terminó la carrera de medicina, se casó con el padre de Jan, Julius Vilček, y se hizo oftalmóloga. Jan creció hablando tres idiomas (eslovaco, alemán y húngaro). Durante la Segunda Guerra Mundial, su familia fue perseguida por su herencia judía. Para protegerlo de la deportación a un campo de concentración, en 1942 sus padres lo internaron en un orfanato de por monjas católicas. Desde mediados de 1944 hasta el final de la guerra en 1945, Vilček y su madre fueron escondidos por una familia eslovaca en un pueblo remoto, mientras que su padre se unió a un levantamiento contra los nazis. Después de la derrota de la  Alemania nazi, la familia se reunió y regresó a Bratislava.

## Carrera y contribuciones científicas
Vilček se interesó por la investigación en microbiología e inmunología durante sus estudios de medicina. Tras finalizar sus estudios de medicina en 1957, Vilček se incorporó como investigador al Instituto de Virología de la Academia Checoslovaca de Ciencias de Bratislava. Allí, en 1959, comenzó a estudiar el interferón, una proteína que se produce en respuesta a la infección por virus y otros patógenos. En aquella época, el interferón era una proteína poco definida que sólo estudiaban un puñado de científicos de todo el mundo. En 1964, Vilček organizó la primera conferencia internacional sobre el interferón, a la que asistieron muchos científicos activos en el campo en aquel momento. Tras emigrar a Estados Unidos en 1965, Vilček se incorporó al cuerpo docente de la Escuela de Medicina de la Universidad de Nueva York como profesor adjunto de microbiología. En la Universidad de Nueva York, Vilček continuó investigando sobre el interferón. Ayudó a desarrollar métodos para la producción de interferón (beta) de fibroblastos humanos que permitieron su utilización clínica y su caracterización molecular. Él y sus colegas demostraron que el interferón leucocitario humano (alfa) y el interferón beta son antigénicamente distintos, sentando las bases para la posterior demostración de que estos interferones están codificados por genes distintos que pertenecen a la misma familia genética. Él y sus colaboradores también contribuyeron a la caracterización del interferón inmune humano (gamma). En la década de 1980, Vilček se interesó por el estudio de otra citocina, denominada factor de necrosis tumoral (TNF). Su trabajo ayudó a dilucidar nuevas acciones biológicas del TNF, condujo al descubrimiento de nuevos genes y proteínas y ayudó a identificar vías de señalización. 
A lo largo de su carrera, Vilček ha publicado más de 350 artículos en revistas científicas. Vilček es un investigador muy citado por el Instituto de Información Científica en la categoría de Inmunología. Figura como inventor en más de 40 patentes estadounidenses.

## Contribuciones al desarrollo de fármacos
En la década de 1970, Vilček y sus colegas desarrollaron métodos para la producción de interferón-beta humano en cultivos de fibroblastos diploides humanos. Estos métodos permitieron producir interferón-beta humano natural para ensayos clínicos. El interferón-beta producido por estos métodos fue autorizado para su uso clínico en la esclerosis múltiple y algunas otras enfermedades en Alemania y Japón, pero con el tiempo la producción de interferón natural ha sido sustituida por métodos más eficientes que utilizan la tecnología del ADN recombinante.
En 1989, Vilček y su colega de la Universidad de Nueva York, Junming Le, crearon un anticuerpo monoclonal contra el TNF-alfa, un poderoso promotor de la inflamación. El TNF-alfa está implicado en la patogénesis de numerosas enfermedades autoinmunes inflamatorias crónicas. Colaborando con la empresa de biotecnología Centocor, fundada por Michael Wall y Hubert Schoemaker (posteriormente adquirida por Johnson & Johnson y recientemente rebautizada como Janssen Biotech, Inc. ), Vilček y Le ayudaron a desarrollar el fármaco biológico inicialmente denominado cA2, que ahora se conoce comercialmente como infliximab o Remicade. Remicade es un potente agente antiinflamatorio que se utiliza en el tratamiento de la artritis reumatoide,  la enfermedad de Crohn, la colitis ulcerosa, la espondilitis anquilosante, la artritis psoriásica, la psoriasis en placas y otras enfermedades inflamatorias.
Remicade fue el primer agente bloqueador de TNF utilizado con éxito en pacientes. El éxito de Remicade impulsó el desarrollo y la aprobación regulatoria de varios otros agentes anti-TNF (inhibidor de TNF), incluidos adalimumab-Humira, etanercept-Enbrel, golimumab-Simponi y certolizumab pegol-Cimzia, todos los cuales se utilizan para tratar numerosos enfermedades inflamatorias autoinmunes. Se estima que cerca de 3 millones de pacientes han sido tratados con Remicade y más pacientes se han beneficiado de los tratamientos con otros agentes anti-TNF.

## Filantropía
Con los royalties de las ventas de Remicade, Vilček y su esposa Marica crearon en 2000 la Fundación Vilcek, dedicada a sensibilizar a la opinión pública sobre la contribución de los inmigrantes a la vida profesional, académica y artística de Estados Unidos. La Fundación cumple su misión concediendo anualmente los Premios Vilcek de ciencias biomédicas y arte, patrocinando programas culturales y acogiendo a artistas inmigrantes en su galería de Nueva York.
En 2005, los Vilček hicieron una donación a la Facultad de Medicina de la Universidad de Nueva York valorada en más de 100 millones de dólares, para su uso en investigación básica. Los fondos se han utilizado para el establecimiento de varias cátedras dotadas, la renovación de laboratorios, el establecimiento de programas de investigación y la dotación de becas para estudiantes graduados y becarios posdoctorales en la Facultad de Medicina de la Universidad de Nueva York.
En otra donación anunciada a finales de 2010, los Vilček contribuyeron con más de 21 millones de dólares a la renovación de una residencia para estudiantes de medicina y a la creación de becas al mérito para estudiantes de medicina.
Las memorias de Vilček, Love and Science, fueron publicadas por Seven Stories Press en 2016. En marzo de 2021 se lanzó una versión en audiolibro de Love and Science. El audiolibro está narrado por Daniel K. Isaac.
La esposa de Vilček, Marica Vilcek, historiadora del arte, otorgó dos curadurías en el ala estadounidense del Museo Metropolitano de Arte. Jan Vilček es miembro del consejo de administración del Centro Médico Langone de la Universidad de Nueva York.

## Premios y distinciones
- Premio Nancy LaMott de la Fundación Crohn's & Colitis, 2019
- Sociedad médica de honor Alpha Omega Alpha, 2019
- Medalla de Honor de Ellis Island, 2018
- Doctor honoris causa, Charles University, República Checa, 2018
- Premio Living Landmarks de New York Landmarks Conservancy (junto con Marica Vilcek), 2017
- Miembro de la Academia Nacional de Inventores, 2016[20]
- Premio Seymour y Vivian Milstein a la excelencia en investigación sobre interferón y citoquinas, 2016
- Doctor en Ciencias, honoris causa, Academia de Ciencias de Eslovaquia, 2016
- Doctor en Ciencias, honoris causa, Universidad de Nueva York, 2015
- Doctor en Humanidades, honoris causa, Graduate Center, City University of New York, 2014[21]
- Medalla de oro, Universidad Charles de Praga, República Checa, 2014
- Hope Funds for Cancer Research :  Premio a la Excelencia en la Promoción, 2014
- Doctor honoris causa, Universidad Comenius de Bratislava, Eslovaquia, 2014
- Miembro Honorario, Sociedad Científica de la República Checa, 2013
- Premio Edward H. Ahrens, Jr. a la investigación orientada al paciente, Asociación de Ciencias Clínicas y Traslacionales, 2013
- Medalla Nacional de Tecnología e Innovación, otorgada por el presidente Barack Obama, 2013[22]
- Premio Americano Sobresaliente por Elección, Servicios de Ciudadanía e Inmigración de los Estados Unidos, 2012
- Premio al Servicio Público Distinguido Stephen K Fischel (junto con Marica Vilcek en nombre de la Fundación Vilcek ), Consejo Estadounidense de Inmigración, 2012
- Premio Embajador de Buena Voluntad, Ministerio de Relaciones Exteriores de Eslovaquia, 2010
- Premio Granate de Inmunoglobulina, Sociedad Checa de Inmunología, 2008
- Medalla de honor JE Purkinje, Academia Checa de Ciencias, 2008
- Alumno honorario, Escuela de Medicina de la Universidad de Nueva York, Universidad de Nueva York, Nueva York, 2006
- Premio Humanitario Michael S. Modell, Crohn's & Colitis Foundation of America (junto con Marica Vilcek), 2005
- Medalla Albert Gallatin, Universidad de Nueva York, 2005
- Incluido en ISI Highly Cited entre los autores más citados en la categoría de Inmunología
- Miembro honorario, Sociedad Internacional para la Investigación de Interferón y Citoquinas, 2003
- Miembro honorario vitalicio, Sociedad Internacional de Citocinas, 2003
- Premio al Logro en Biotecnología, Facultad de Medicina de la Universidad de Nueva York, 2002
- Premio y Medalla al Alumno Distinguido, Universidad Comenius, Bratislava, 2001
- Miembro de la Asociación Americana para el Avance de la Ciencia, 1997
- Beca de Investigador Sobresaliente, Instituto Nacional del Cáncer, 1991